# Троковичи
Троко́вичи (укр. Троковичі) — село в Черняховском районе Житомирской области Украины, основано в 1658 году, расположено на истоках реки Свинолужка. Центр Троковичского сельского совета, к которому относится также село Некраши.
По документам село известно с 1584 года.
Код КОАТУУ — 1825688201. Население по переписи 2001 года составляет 1824 человека. В 2021 году население составляло 1587 человек. Почтовый индекс — 12345. Телефонный код — 4134. Занимает площадь 5,087 км².

## История

### Древняя история
В архивных документах с. Троковичи упоминается в акте от 7 мая 1610 года о том, что в этом году были отделены владения князя Януша Острожского волости Вильской, в которую входили села Ивановичи, Грушки, Новополь и Зороков от владения Стефана Немирича волости Черняховской, в состав которой входили села Ставов (Славов), Селянщина, Мокренщина, Горбаша (Великая Горбаша), Троковичи. Этот акт свидетельствует, что в начале XVII века село Троковичи принадлежало Стефану Немиричу.
Поселение существовало ещё до нападения на Русь татаро-монголов, которые, двигаясь на страны запада, на своём пути смели с лица земли город Троков, который стоял там, где сейчас урочище «Пасеки». И люди, которые остались в живых, через много лет построили новое поселение на новом месте, которое назвали Троковичи.
Согласно архивним документам
```
У Троковичей в период 
Освободительной войны 1648—1654 годов
 происходила битва войска под руководством 
Ивана Богуна
 и польских войск под руководством князя Четвертинского.
```

На месте битвы высится огромная могила, и по сей день на этих полях находят свинцовые пули толщиной в палец, а то и деньги того периода, которые выплачивали поляки своим воинам прямо в период походов и сражений. На могиле неизвестно кем был поставлен памятник воинам-односельчанам, погибшим в Отечественной войне 1812 года. Этот памятник до сих пор стоит на казацкой могиле, где по данным того времени погребены 2173 казака.
С годами село разрослось и уже в 1892 году имело 281 дом, в которых проживало 2229 жителей. В 1913 году в селе была винная лавка, кредитное товарищество, трактир и 1961 житель.

### Советская власть
В селе советская власть была установлена в 1918 году. Организация КП(б)У создана в селе в 1920 году, комсомольская — в 1921 г.
На территории села было организовано три колхоза. Колхоз им. Ленина основан в 1929 году, им. Сталина — в 1930 году, им. Шевченко — в 1931 году. В мае 1950 года эти колхозы объединились в один колхоз им. Ленина.
В 1932—1933 годах во время голодомора в селе умерло около 300 человек. Это со слов жителей села Сыча Василия, Рубана И. В. В 1937—1938 годах было репрессировано 55 человек. Репрессирован был и учитель Троковицкой школы Рубан Иван Николаевич — руководитель Троковицкого повстанческого отряда, который в 1918 году разоружил эшелон немцев. После революции он был директором Коростышевского педучилища, директором Днепропетровского университета.

### Немецкая оккупация
Село было оккупировано немцами в начале июля 1941 года. За период с июля 1941 по сентябрь 1943 года из села выселили в Мархлевский район около полутора сотни семей. Таким образом, местное население переселилось на бедные полесские земли, а на их место в Троковичи переселялись «фольксдойчи». Те крестьяне, которые остались в селе, должны были платить невероятно тяжёлые налоги: подушное по 150 руб. с души, на здоровотдел по 200 рублей, страховку — 40—60 рублей, налог на собаку 75 руб.
Таким образом жителю села Сычу Косте Никитичу в 1942 году следовало заплатить 518 рублей, Лукерии Викторовне Онищук — 580 рублей, Сычу Владимиру Ивановичу — 560 и т. д., таких, которые не платили — не было.
Кроме этого, каждый двор должен был сдать немцам мяса — 79 кг, молока ежедневно носить по 5—6 литров. Нужно было ещё сдавать яйца, кур, уток, гусей. Из села в 1942 году сдано 1536 кг куриного и гусиного мяса, 72640 яиц. У кого были плодовые деревья, должен сдавать яблоки, груши, сливы, вишни. Каждое хозяйство должно было сдать 300—400 кг картофеля. Граждане, которым не под силу было это бремя и которые не выполняли в полном объёме налоги, привлекались к ответственности.
Коренных жителей села с каждым годом становилось всё меньше и меньше. Например, на 1 января 1943 в Троковичах осталось 1762 украинца из 2338, которые здесь проживали до оккупации. А приехали сюда на постоянное жительство 563 мужчины немецкой национальности. 29 января 1943 председателем сельуправы был уже назначен немец — Фридрих Шейблер. Таким образом сельская власть полностью перешла к немцам.
Украинцы не имели никаких прав даже на своё подворье. От полного исчезновения местного населения, которое сотнями переселялось из села и десятками забиралось в Германию, спасло освобождение его советскими войсками в ноябре 1943 г. 406 жителей ушли воевать, из них 197 погибли, 254 награждены боевыми медалями и орденами Советского Союза. Односельчанину М. И. Бакалову за подвиг под городом Мелитополем присвоено звание Героя Советского Союза.
Уроженец села Рубан Иван Васильевич, управляя минометными установками «Катюша», получил 5 орденов и много медалей, в том числе «За оборону Москвы» и освобождение Будапешта и Вены.
На могилах воинов-освободителей установлено 2 памятника-обелиска. Односельчанам, погибшим в Великой Отечественной войне, поставлен скульптурный памятник.

### Послевоенное время
На территории села была размещена центральная усадьба колхоза им. Ленина, который имел 3373 га сельскохозяйственных угодий, в том числе 2643 га пашни, три полеводческих и одну тракторную бригаду, две молочно-животноводческие фермы, мельницу, пилораму. Направление хозяйства — льно-картофельный с развитым хмелеводством и мясо-молочный.
Колхоз им. Ленина долгие годы в растениеводстве занимал первые места в районе. Значительных результатов он добился, когда председателем был Прокопчук Михаил Анисимович, который родился в этом селе, всю войну провёл на фронте, а после демобилизации вернулся в деревню и более 10 лет возглавлял хозяйство. После него председателем колхоза стал агроном с высшим образованием Легенчук Александр Трофимович, который вложил в хозяйство душу. При нём по селу были проложены шоссейные дороги, построен дом культуры на 400 мест, двухэтажная контора колхоза, пожарное депо, тракторный стан, овощеперерабатывающий цех, много хозяйственных и жилых помещений. И только когда по злой воле, под давлением районного руководства, он был снят с работы, колхоз потерял свою славу.
При его руководстве 136 тружеников села были награждены орденами и медалями Советского Союза. Орденом Ленина награждены доярка Сыч Галина Ивановна, звеньевая по льну Коротун Ольга Васильевна, учитель Теодорович Николай Григорьевич, звание Героя Социалистического Труда было присвоено звеньевой по льну Рубан Нине Михайловне.

## Наше время
В селе находятся три продовольственных магазина, средняя школа им. Бакалова, детский сад, две библиотеки, больница, почтовое отделение, мельница, клуб. В 1,2 км от границы села находится железнодорожная станция Строковицы. В селе находился комплекс коровьих ферм. Поголовье доходило до 3 тысяч голов. Хозяйство (как и ранее сельский колхоз) обанкротилось, земли ферм отдали селянам под паи, а здания ферм были разобраны теми же селянами до последнего кирпичика.
Центральными улицами села являются Житомирская (от въезда в село со стороны Житомира до центра — длина 1,8 км) и Черняховская (от центра до выезда из села в сторону Черняхова — длина 1,1 км). Это единственные заасфальтированные улицы села. Есть несколько улиц с брусчаткой, например ул. Ватутина и Ленина. Все остальные улицы имеют грунтовое дорожное покрытие с многочисленными ямами разных размеров. В 2012 году на центральных улицах (не на всём их протяжении) провели освещение.

## География
Через село протекает речка Свинолужка (длина 31,5 км), которая впадает в р. Мика (длина 41,75 км), которая, в свою очередь, впадает в Тетерев. Тетерев же является правым притоком Днепра.
Ближайшие сёла (в радиусе 7 км от центра Трокович): Великая Горбаша, Малая Горбаша, Некраши, Песчанка, Олиевка, Зороков, Вересы, Высокое, Девочки.

## Достопримечательности

### Церковь Святой Троицы
Построена в 1791 году на средства местного священника Яновицкого, помещика Квятковича и прихожан. Копии метрических книг хранятся с 1821 года. К приходу церкви относились также сёла Некраши, Великая Горбаша и Малая Горбаша. В 1829 году священником был Блонский Павел Александрович.

### Другие
- Могила-курган, где захоронены 2173 казака, погибших в Житомирской битве 13 сентября 1651 г.
- Камень-памятник односельчанам, погибшим в войне 1812 года (находится сверху кургана)
- Памятники, посвященные Великой Отечественной войне — скульптурный и обелиск (находятся в центре села)
- В 2010 году перед въездом в село со стороны Житомира был установлен большой деревянный крест, предназначенный защищать село от разных невзгод.

### Гойдалка
Находилась долгое время в 420 метрах от села на изгибе дороги Троковичи — Песчанка у края лесопосадки. Представляла собой качелю на двух больших железных троссах, натянутых на два дерева, и именовалась в народе гойдалкой (качеля на украинском). На гойдалку часто приезжали кататься не только жители Троковичей, но и соседних сёл (той же Песчанки). Также возле неё устраивали пикники и маёвки. Несколько лет назад была демонтирована после череды несчастных случаев. Сильно раскачиваясь, люди слетали с качели. А большая амплитуда движения приводила к тому, что при вылете люди приземлялись на автодорогу. Один раз даже был случай перелёта человека через идущий по дороге автобус. Сейчас о гойдалке напоминают лишь два свисающих обрывка ржавых железных тросов.

## Расстояния
От центра села до:
- центра Житомира — 16,4 км
- центра Черняхова — 8,8 км
- ж/д станции Строковицы — 3 км
- выезда из села в сторону Житомира — 1,8 км
- выезда из села в сторону Черняхова — 1,1 км
- начала Киева — 127 км
- центра Киева — 149 км

От ближайшей границы села до:
- ж/д станции Строковицы — 1,2 км
- начала Черняхова — 6 км
- Житомирской северной окружной дороги — 6,4 км
- начала Житомира — 8 км

## Транспорт

### Железнодорожный транспорт
В настоящее время в село можно добраться прямыми пригородными поездами из Житомира, Коростеня, Бердичева и Казатина.
Из Житомира, Бердичева, Казатина:
№ 6460 Житомир — Коростень (отправление из Житомира — 5:10, Строковицы — 5:24/5:25, Коростень — 7:10) — пн, вт, ср, пт, сб, вс.
№ 6462 Казатин — Коростень (отправление из Казатина — 15:28, Бердичев — 16:04/16:06, Житомир — 17:22/17:34, Строковицы — 17:48/17:54, Коростень — 19:44) — ср, пт, вс.
№ 6462 Житомир — Коростень (отправление из Житомира — 17:34, Строковицы — 17:48/17:53, Коростень — 19:44) — пн, вт, чт, сб
Из Коростеня:
№ 6461 Коростень — Казатин (отправление из Коростеня — 5:15, Строковицы — 7:07/7:08, Житомир — 7:23/7:28, Бердичев — 8:41/8:43, Казатин — 9:20) — ср, пт, вс.
№ 6461 Коростень — Житомир (отправление из Коростеня — 5:15, Строковицы — 7:07/7:08, Житомир — 7:23) — пн, вт, чт, сб.
№ 6463 Коростень — Житомир (отправление из Коростеня — 18:12, Строковицы — 20:01/20:02, Житомир — 20:17) — пн, вт, чт, вс.
№ 6465 Коростень — Житомир (отправление из Коростеня — 20:30, Строковицы — 22:18/22:19, Житомир — 22:34) — пт, сб.
Стоимость проезда от Житомира до Строковиц — 10 грн., от Коростеня до Строковиц — 16 грн.
Весь подвижной состав пригородных поездов составляют дизель-поезда ДР1А локомотивного депо Коростень.
В 90-е — в начале 2000-х гг. ст. Строковицы имела прямое железнодорожное сообщение с Фастовом (при чем из Фастова в Строковицы сообщение сохранялось вплоть до 1 ноября 2010 года), а в 80-е годы (и даже ранее) — с Киевом.

### Автотранспорт
В Троковичах очень хорошо развито автобусное сообщение с Житомиром и Черняховом. Близость села к Житомиру обуславливает большое количество транзитных пригородных автобусов. Из Житомира через Троковичи автобусы следуют в такие населённые пункты: Черняхов, Щениев, Слободка, Грушки, Торчин, Ивановичи, Пулины, Свидя, Городище, Давыдовка, Горбулёв, Малиновка, Щербины, Сколобов, Забродье, Науменко, Головино.
В основном перевозки осуществляются автобусами ПАЗ-3205 с автостанции № 2 Житомира (расположена возле Житнего рынка). С ж/д вокзала Житомира ходит маршрутка Житомир — Головино (проходит через центр Житомира и Троковичи).
Первый автобус в сторону Троковичей отправляется с автостанции Житомир-2 в 5:05 утра (Житомир — Щениев). Последний — в 19:20 (Житомир — Свидя). Но позже, примерно в 19:40, есть ещё один автобус Житомир — Городище. В 20:30 с житомирского железнодорожного вокзала отправляется последняя маршрутка Житомир — Некраши.
Время следования автобусов от автостанции № 2 Житомира до центра Троковичей согласно расписанию 25-30-35 минут. В единичных случаях 20 и 40 минут.
Периодичность отправления автобусов: 2—3 автобуса в час. Это без учета автобусов Житомир — Городище, не указанных на сайте bus.com.ua, и маршруток.
Стоимость проезда: 7—8 гривен.
Расстояние от житомирской автостанции № 2 до центра Троковичей — 17 км. Самый продолжительный автобусный маршрут, идущий через село: Житомир — Грушки общей протяженностью 71 км.

## Интересные факты
- в селе родились Герой Советского Союза Бакалов Михаил Ильич (8 мая 1920 — май 1944) и кандидат медицинских наук В. П. Евтушенко (1931—1993);
- на востоке село Троковичи плавно перетекает в село Некраши, с которым входит в один Троковичский сельский совет;
- на окраине села находится большой яблочный сад. Его длина — 1 км. Ширина варьируется от 200 до 420 метров;
- в селе есть один дом городского типа (двухэтажный подъездный);
- согласно переписи населения 2001 г. в селе Троковичи проживает 1824 человека. Это крупнейшее по населению село Черняховского района (всего в Черняховском районе 54 села). Больше население только в поселке городского типа Головино (1969 человек) и в самом Черняхове (10 416 человек).

## Адрес местного совета
12345, Житомирская область, Черняховский р-н, с. Троковичи, ул. Житомирская, 1